# Wołyńska Szkoła Podchorążych Rezerwy Artylerii

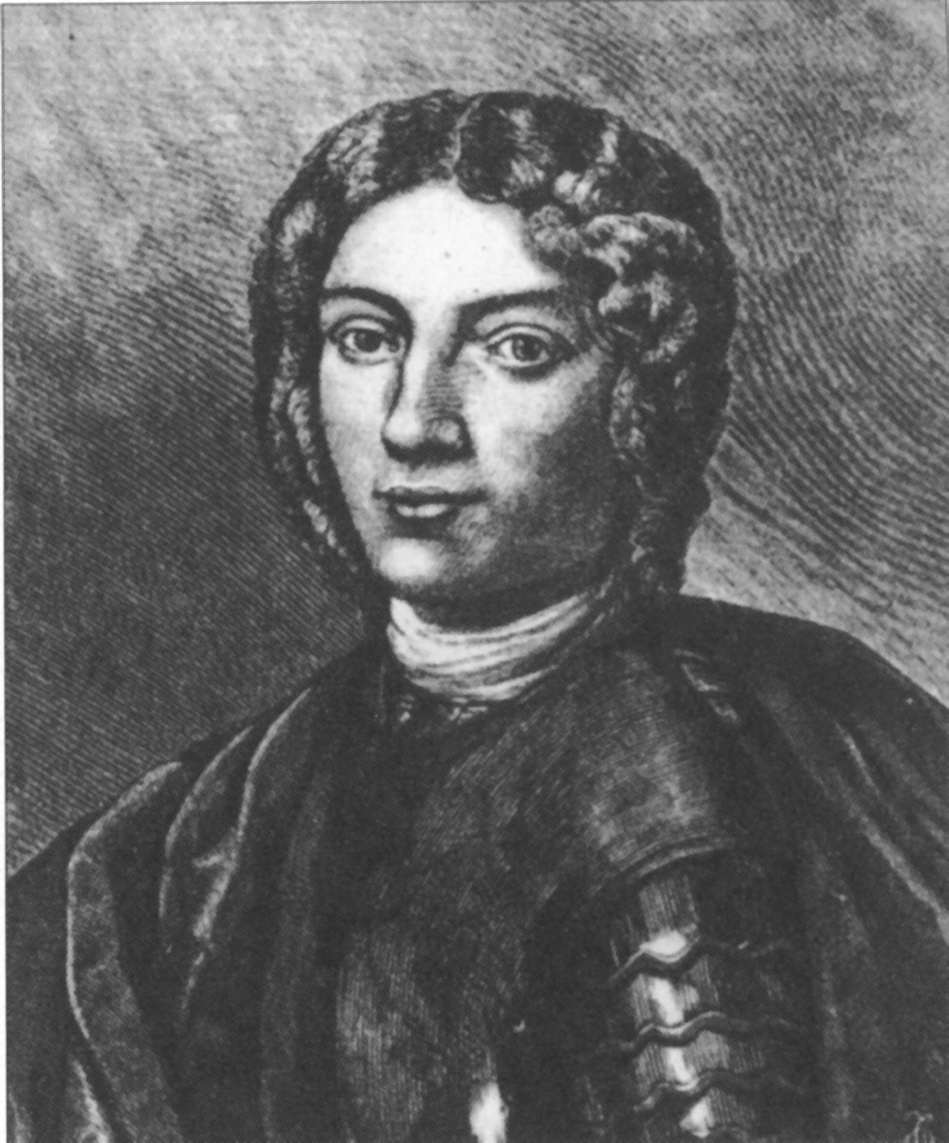
Patron Szkoły Marcin Kątski

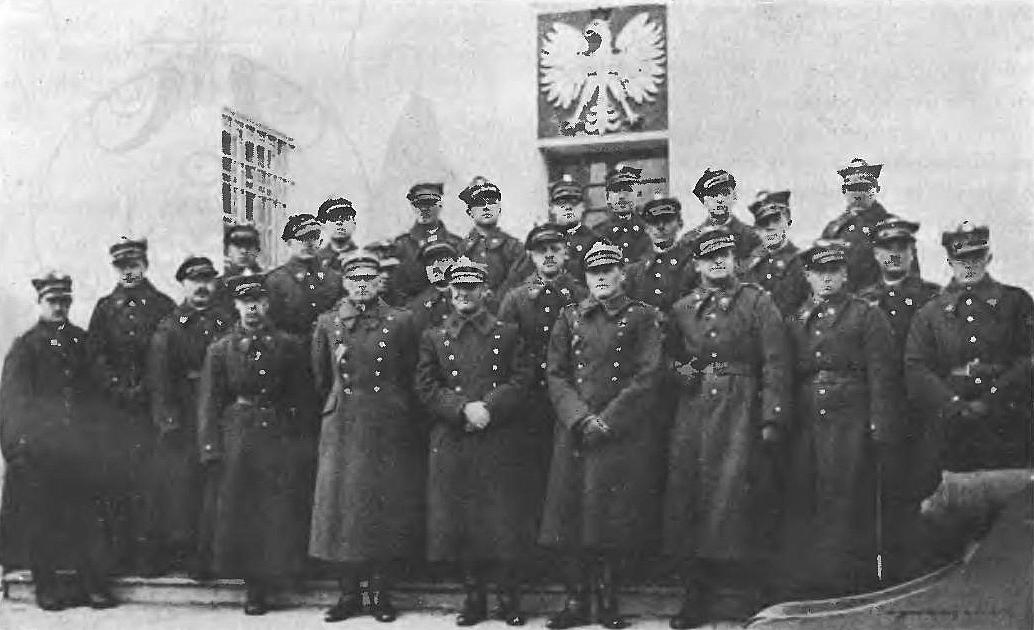
Oficerowie SPRA przed 1934

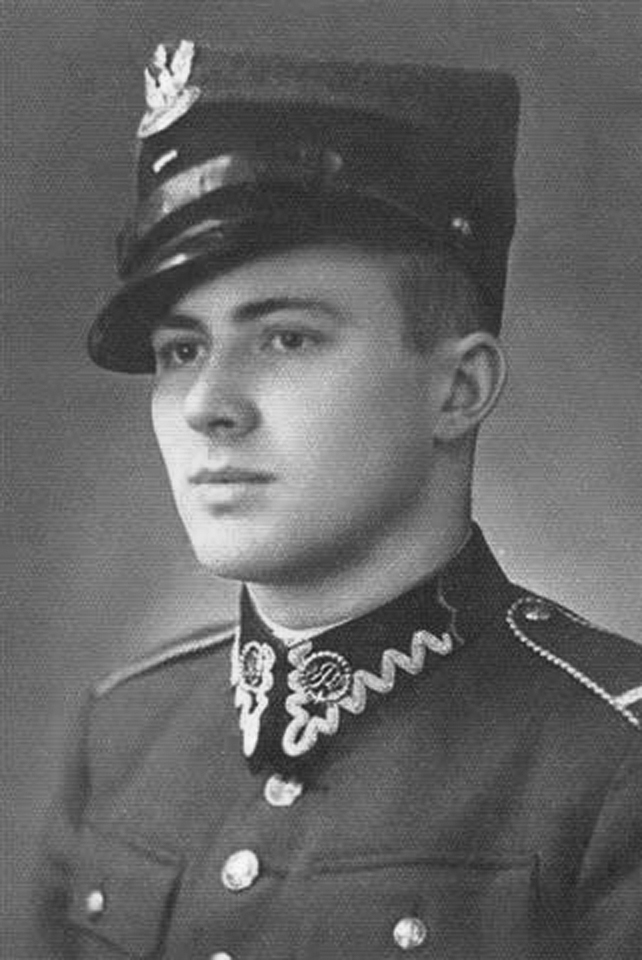
bomb. pchor. rez. Zdzisław Antoni Jeziorański

Wołyńska Szkoła Podchorążych Rezerwy Artylerii im. Marcina Kątskiego – szkoła podchorążych rezerwy artylerii Wojska Polskiego II RP.

## Historia
Szkoła stacjonowała w garnizonie Włodzimierz Wołyński, w „Koszarach imienia Marszałka Józefa Piłsudskiego”, na terenie Okręgu Korpusu Nr II.
Patronem uczelni był generał artylerii koronnej Marcin Kazimierz Kątski, a zajmowanych przez nią koszar – Józef Piłsudski.
16 maja 1928 rozpoczął się pierwszy, sześciotygodniowy kurs dla oficerów rezerwy. Na przeszkolenie przybyło 222 podporuczników rezerwy.
Z końcem lipca 1928 utworzono dowództwo III dywizjonu szkolnego oraz 8. i 9. baterię. Dotychczasowa 7 bateria została przemianowana na 2. i włączona do I dywizjonu, natomiast 2. bateria została włączona do III dywizjonu i przemianowana na 7. Pierwszą grupę ćwiczebną przemianowano na drugi oddział ćwiczebny, a drugą grupę ćwiczebną na trzeci oddział ćwiczebny. Dywizjon I nie posiadał oddziału ćwiczebnego z powodu braku oficera i podoficera oraz odpowiednich pomieszczeń. Ponadto drużyna komendanta szkoły została przeformowana w baterię administracyjną.
1 października 1932 komendant szkoły wydał rozkaz o sformowaniu odrębnego plutonu weterynaryjnego o oddzielnym programie nauczania.
18 września 1935 na podstawie zarządzenia szefa Departamentu Artylerii Ministerstwa Spraw Wojskowych, w miejsce plutonu weterynaryjnego powołano Oddział Szkolny Służby Weterynaryjnej.
23 listopada 1937 minister spraw wojskowych gen. dyw. Tadeusz Kasprzycki nadał szkole nazwę: „Wołyńska Szkoła Podchorążych Rezerwy Artylerii imienia Marcina Kątskiego”.
Posługę duszpasterską sprawował administrator parafii wojskowej we Włodzimierzu Wołyńskim, starszy kapelan ks. Jan Michułka.
Zgodnie z planem mobilizacyjnym „W”, w okresie mobilizacji powszechnej komendant szkoły miał przeorganizować i przekazać szkołę do Ośrodka Zapasowego Artylerii Lekkiej typ spec. nr 2 we Włodzimierzu Wołyńskim (mobilizowanego przez 27 pal).

## Kadra szkoły
Komendanci szkoły
- mjr Augustyn Gezele (cz.p.o. 1 X - 27 XI 1926)
- ppłk Wincenty Cybulski (27 XI 1926[8] - XII 1928)
- mjr Zygmunt Karasiński (wz. 22 XII 1928 - 28 V 1929)
- ppłk dr Ludwik Ząbkowski (28 V 1929 - 28 IV 1934)
- płk Jan Filipowicz (28 IV 1934 - XII 1938)
- płk art. Lucjan Jasiński (30 I - 20 IX 1939, †1940 Katyń)

Dyrektorzy nauk
- mjr Wincenty Zdanowicz (27 XI 1926[9] - XI 1927)
- mjr Florian Grabczyński (XI 1927 - I 1930)
- mjr Zygmunt Karasiński (27 I 1930 - 24 II 1931)
- mjr Karol Galster (24 II 1931 - 10 VII 1936)
- ppłk art. Jan Adam Alojzy Meissner (VII 1936 - 3 III 1939, †1940 Charków)
- ppłk art. Józef Pyrek (od 4 III 1939)

| Obsada personalna szkoły w marcu 1939 | Obsada personalna szkoły w marcu 1939  | Obsada personalna szkoły w marcu 1939 |
| Stanowisko etatowe                    | Stopień, imię i nazwisko               | Uwagi                                 |
| Komenda szkoły                        | Komenda szkoły                         | Komenda szkoły                        |
| ------------------------------------- | -------------------------------------- | ------------------------------------- |
| komendant                             | płk art. Lucjan Jasiński               | †1940 Katyń                           |
| zastępca komendanta i dyrektor nauk   | ppłk art. Jan Adam Alojzy Meissner     |                                       |
| adiutant                              | kpt. art. Ludwik Tadeusz Nowak         | †1940 Katyń                           |
| starszy lekarz medycyny               | kpt. lek. dr Wacław Szpilewski         |                                       |
| zastępca komendanta ds. gospodarczych | kpt. adm. (art.) Władysław II Kowalski | niemiecka niewola                     |
| oficer mobilizacyjny                  | wakat                                  |                                       |
| oficer administracyjno-materiałowy    | por. adm. (art.) Filip Niebroń         | †1940 Katyń                           |
| oficer gospodarczy                    | kpt. int. Wacław Antoniewicz           | †1940 Katyń                           |
| I dywizjon                            |                                        |                                       |
| dowódca I dywizjonu                   | ppłk art. Józef Pyrek                  |                                       |
| instruktor łączności                  | kpt. art. Piotr Zieliński              | †1940 Katyń                           |
| dowódca 1 baterii szkolnej            | kpt. art. Józef Gąsiecki               | †1940 Katyń                           |
| instruktor                            | kpt. art. Jan Anasiewicz               | †1940 Katyń                           |
| dowódca 2 baterii szkolnej            | mjr art. Marian Konrad Schneikart      | dca I dyonu, niem. niewola            |
| instruktor                            | kpt. art. Józef Konrad Podgórski       | †1940 Katyń                           |
| dowódca 3 baterii szkolnej            | kpt. art. Jan Kosowicz                 |                                       |
| instruktor                            | kpt. art. Bolesław Kossobudzki         | †1940 Katyń                           |
| dowódca 1 baterii ćwiczebnej          | kpt. art. Feliks Badecki               | †1940 Katyń                           |
| II dywizjon                           |                                        |                                       |
| dowódca II dywizjonu                  | mjr art. Wiktor Emilian Bierzyński     |                                       |
| instruktor łączności                  | kpt. art. Michał Konrad Görz           | †1940 Katyń                           |
| III dywizjon                          |                                        |                                       |
| dowódca III dywizjonu                 | mjr art. Edward Karol Gött             |                                       |
| instruktor łączności                  | kpt. art. Stanisław Julian Żaboklicki  | †1940 Katyń                           |
| dowódca 7 baterii szkolnej            | kpt. art. Eugeniusz Sławikowski        |                                       |
| instruktor baterii                    | kpt. art. Czesław Stanisław Dobek      | †1940 Katyń                           |
| instruktor baterii                    | kpt. art. Jerzy Miklaszewski           |                                       |
| instruktor baterii                    | por. art. Kazimierz Artur Mrozowicki   |                                       |
| instruktor baterii                    | por. art. Zenon Szymkiewicz            |                                       |
| dowódca 8 baterii szkolnej            | kpt. art. Teodor Biały                 |                                       |
| instruktor baterii                    | por. art. Feliks Pilch                 | †1940 Katyń                           |
| dowódca 9 baterii szkolnej            | kpt. art. Stanisław Kraszewski         | †1940 Katyń                           |